# Кіщенко Дмитро Миколайович
Дмитро Миколайович Кіщенко (каз. Дмитрий Николаевич Кищенко, нар. 29 березня 1979, Актюбінськ) — казахський футболіст, що грав на позиції півзахисника. Виступав, зокрема, за національну збірну Казахстану.

## Клубна кар'єра
Розпочав грати у футбол у рідному Актюбінську в командах «Ферро» та «Актюбинець».
На початку 1999 року став гравцем алматинського «ЦСКА-Кайрат», а влітку того ж року перебрався до України, ставши гравцем «Шахтаря». В Донецьку провів півтора сезони, проте грав виключно за другу і третю команду у нижчих лігах. Після цього 2001 року виступав у Першій лізі за «Вінницю».
2002 року повернувся на батьківщину, ставши гравцем «Женіса», з яким виграв Кубок Казахстану, після чого виступав за «Екібастузець» та «Актобе».
2005 року перейшов до клубу «Єсиль-Богатир», за який відіграв три сезони. Більшість часу, проведеного у складі «Єсиль-Богатира», був основним гравцем команди. Завершив професійну кар'єру футболіста виступами за цю команду наприкінці 2007 року.

## Виступи за збірну
2000 року дебютував в офіційних матчах у складі національної збірної Казахстану. Протягом кар'єри у національній команді, яка тривала 4 роки, провів у формі головної команди країни лише 3 матчі.

## Досягнення
- Володар Кубка Казахстану: 2002